# Finkolo
Finkolo is een gemeente (commune) in de regio Sikasso in Mali. De gemeente telt 14.200 inwoners (2009).
De gemeente bestaat uit de volgende plaatsen:
- Farako
- Finkolo
- Hérèmakono
- Mâh
- Missidougou
- Moudjolibougou
- Saniéna
- Tiékorodougou